# Časová osa Čínské lidové republiky
Časová osa Čínské lidové republiky zahrnuje důležité události v historii Čínské lidové republiky od jejího vzniku až po současnost.

## 40. léta

### 1949
| 21. září     | Čínské lidové politické poradní shromáždění během ustavující schůze prohlásilo Čínskou lidovou republiku (ČLR) za založenou.              |
| 1. října     | Mao Ce-tung z Brány nebeského klidu slavnostně vyhlásil založení Čínské lidové republiky. Zároveň byl 1. říjen prohlášen státním svátkem. |
| 2. října     | Vzájemné uznání a navázání diplomatických vztahů mezi SSSR a ČLR.                                                                         |
| 20. října    | Čínská lidová osvobozenecká armáda vstoupila do hlavního města provincie Sin-ťiang Urumči.                                                |
| 10. prosince | Čínská republika v čele s vládnoucí stranou Kuomintang se přesunula na ostrov Tchaj-wan.                                                  |
| 16. prosince | V Moskvě začala jednání mezi J. V. Stalinem a Mao Ce-tungem o vzájemných vztazích a hospodářské pomoci ČLR.                               |

## 50. léta

### 1950
| 6. ledna                    | Velká Británie jako první ze západních mocností uznala existenci ČLR.                                                              |
| 14. února                   | SSSR a ČLR podepsali Smlouvu o přátelství, spolupráci a vzájemné pomoci.                                                           |
| 5. března – 1. května       | Bitva o ostrov Chaj-nan. Válečný konflikt mezi Čínskou lidově osvobozeneckou armádou a Kuomintangskými vojsky.                     |
| 1. května                   | Přijetí zákona o manželství, který zavádí rovnost mužů a žen před zákonem, zakazuje polygamii a dohodnuté sňatky.                  |
| 25. června                  | Začátek Korejské války. Válečný konflikt mezi Severní Koreou (za podpory ČLR a SSSR) a Jižní Koreou (za podpory OSN, zejména USA). |
| 14. června                  | Mezi Československem a ČLR byla podepsána první obchodní smlouva.                                                                  |
| 30. června                  | Přijetí Zákona o pozemkové reformě.                                                                                                |
| 25. října                   | Čínská lidová dobrovolnická armáda pod vedením maršála Pcheng Te-chuaje vstoupila do Koreje na podporu Korejské lidové armády.     |
| 7. listopadu                | Vláda ve Lhase odeslala do OSN protest proti vyslání Čínské lidově osvobozenecké armády do Tibetu. Protest nebyl vyslyšen.         |
| 25. listopadu – 2. prosince | Bitva o řeku Ch’ongch‘on. Čínská armáda přerušila linie OSN v údolí řeky Ch’ongch’on.                                              |

### 1951
| 1. února   | Valné shromáždění OSN označilo ČLR za agresora v Koreji. |
| 23. května | Podpis Dohody o mírovém osvobození Tibetu v Pekingu.     |

### 1952
| leden     | Byla založena kampaň Boj proti třem a pěti zlům.                                                            |
| 7. května | Podpis první Smlouvy o kulturní a vědecké spolupráci a o telekomunikačním styku mezi ČLR a Československem. |
| 24. září  | Politbyro ÚV KS Číny schválilo generální linii strany na prvních 15 let.                                    |
| prosinec  | Ukončení přechodného období výstavby národního hospodářství.                                                |

### 1953
| 1. ledna        | Začátek realizace prvního pětiletého plánu (1953–1957).                                                 |
| květen – červen | První všeobecné volby Lidových zástupců všech stupňů, včetně Všečínského shromáždění Lidových zástupců. |
| 27. července    | Podpisem smlouvy o příměří skončila Korejská válka.                                                     |

### 1954
| 26. dubna – 21. července | ČLR zastoupená ministrem zahraničí Čou En-lajem se zúčastnila konference v Ženevě o Koreji a Indočíně.              |
| 29. dubna                | Indie uznala Tibet jako součást ČLR.                                                                                |
| 20. září                 | Během prvního zasedání Všečínského shromáždění lidových zástupců byla přijata první Ústava Čínské lidové republiky. |

### 1955
| leden – únor | Během první krize v Tchajwanské úžině se kuomintangská armáda stáhla z ostrovů při východočínském pobřeží, které byly mimo dolet letadel startujících z Tchaj-wanu. |
| 31. ledna    | Výbor pro reformu čínského písma oznámil plán na zjednodušení čínských znaků. První seznam zjednodušených čínských znaků vstoupil v platnost 1. února 1955 (úplný seznam byl publikován až v roce1986). |
| 24. dubna    | Skončila Bandungská konference mezi asijskými a africkými zeměmi. Čína zaznamenala několik významných diplomatických úspěchů. Také prosadila princip vzájemných vztahů mezi zeměmi s různým společenským zřízením tzv. Pět zásad mírového soužití, které poprvé zformulovala při jednání představitelů ČLR a Indie v roce 1954. |

### 1956
|             | Došlo k propuknutí podtypu chřípky A H2N2.                                                         |
| 3. ledna    | Byla zprovozněna železniční trať mezi Pekingem a Irkutskem, která vedla přes Mongolsko.            |
| 28. dubna   | Začátek kampaně Hnutí sta květu, během níž se měli obyvatelé svobodně vyjadřovat k situaci v zemi. |
| 4. července | Byla podepsána první dlouhodobá Obchodní dohoda mezi ČLR a Československem.                        |
| 27. září    | Konec prvního zasedání VIII. sjezdu KS Číny.                                                       |

### 1957
| 27. února  | Mao Ce-tung přednesl projev O správném řešení rozporů uvnitř lidu, ve kterém formuloval své stanovisko k maďarskému a polskému povstání z podzimu roku 1956 a dal podnět k zahájení hnutí Za nápravu stylu práce (více viz Hnutí sta květů) |
| 27. března | V Pekingu byla podepsána Smlouva o přátelství, vzájemné pomoci a spolupráci mezi Čínou a Československem. |
| 8. června  | Začátek Kampaně proti pravičákům, jako reakce na obrovskou vlnu kritiky v období Hnutí sta květů. |

### 1958
| únor            | Všečínské shromáždění lidových zástupců vyhlásilo politiku urychlené výstavby socialismu, tzv. Velký skok vpřed. Přijalo nereálné úkoly druhého pětiletého plánu. ČLR stáhla své vojáky z Koreje, ale poté, co USA takto neučinila, zahájila kampaň Určitě osvobodíme Tchaj-wan. |
| duben           | Začátek výstavby raketové základny a kosmodromu v Ťiou-čchüanu v provincii Kan-su. |
| 20. dubna       | Založení první lidové komuny ve vesnici Čcha-ja-šan v provincii Che-nan. |
| 1. května       | Začátek zkušebního vysílání pekingské televize. |
| 5. – 23. května | Druhé zasedání VIII. sjezdu KS Číny, které odmítlo závěry prvního zasedání z roku 1956. Dále také sjezd vyhlásil zahájení čínského vesmírného programu. |
| 17. – 30. srpna | N. S. Chruščov a maršál Malinovský navštívili ČLR. Cílem bylo stanovit podmínky angažovanosti SSSR při obraně čínského území. |
| 15. září        | ČLR a USA ve Varšavě dohodli princip vzájemného setkávání. |
|                 | Mao Ce-tung zahájil Kampaň proti čtyřem škůdcům. |

### 1959
| 10. března     | Ve Lhase vypuklo Tibetské povstání, které bylo krvavě potlačeno. |
| 17. března     | Dalajláma uprchl do exilu, který mu poskytla indická vláda, což mělo za následek zhoršení čínsko-indických vztahů.                                                             |
| 2. – 16. srpna | Na základě neuspokojivých výsledků Plénum ÚV KS Číny v Lu-šanu revidovalo plány na léta 1959–1960. Maršál Pcheng Te-chuaj byl za kritiku politiky Velkého skoku zbaven funkcí. |
| 26. září       | Zprovoznění největších čínských ropných polí v Ta-čchingu. |
|                | Začátek Velkého čínského hladomoru. |

## 60. léta

### 1960
| 16. dubna    | Byl vydán sborník statí Ať žije leninismus obsahující kritiku politiky KSSS. Odtajnila čínsko-sovětskou ideologickou roztržku. |
| 16. července | SSSR odvolala z ČLR všechny své experty, kteří pomáhali v modernizaci čínského průmyslu.                                       |
| 5. listopadu | Ze základy v Ťiou-čchüanu byla vypuštěna první čínská raketa.                                                                  |

### 1961
| 18. ledna | ÚV KS Číny přiznal neúspěch Velkého skoku a rozhodl o zahájení konsolidace národního hospodářství. |

### 1962
| 11. – 27. ledna         | V Pekingu se sešla Konference 7000 členů ÚV KS Číny organizovaná Liou Šao-čchim a Teng Siao-pchingem. Byla přijata opatření následků Velkého skoku a byli rehabilitováni všichni nařčení z pravicové úchylky z let 1958–1961. |
| 23. března              | Zkouška první čínské rakety středního doletu. |
| 20. října – 21. listodu | Čínsko-indický ozbrojený konflikt. |

### 1963
| květen | Pod taktovkou Mao Ce-tungovy manželky Ťiang Čching byla zahájena čistka na umělecké frontě, která předznamenala začátek tzv. Velké proletářsk kulturní revoluce. |

### 1964
| 5. ledna  | Vyšla tzv. Rudá knížka, první spis Mao Ce-tungových citátů. |
| 7. března | Schválení druhé série zjednodušených čínských znaků.        |
| 16. října | ČLR uskutečnila první pokusný jaderný výbuch.               |

### 1965
|           | První úspěšná syntéza syntetizovaného plně funkčního proteinu na světě – krystalického hovězího inzulinu.   |
| 20. dubna | ČLR nabídla vojenskou pomoc Vietnamu v boji proti americké agresi.                                          |
| 1. května | V Jün-nanu byly objeveny pozůstatky tzv. yuanmouského člověka, nejstaršího nálezu člověka na čínském území. |
| 1. září   | Vyhlášení Tibetské autonomní oblasti.                                                                       |

### 1966
| 16. května | Vyšel Oběžník 16. května, který představil Mao Ce-tungovu ideu o Kulturní revoluci.                       |
| 29. května | Vznik prvních oddílů zfanatizované mládeže, Rudých gard, na Pekingské univerzitě.                         |
| 13. června | ÚV KS Číny a Státní rada ČLR přijaly rozhodnutí o zastavení výuky na školách.                             |
| 5. srpna   | Deník Žen-min ž’-pao zveřejnil úvodník Palte na štáby, který zahájil Kulturní revoluci.                   |
| 18. srpna  | První masové shromáždění Rudých gard v Pekingu.                                                           |
| 26. října  | Ze základny Ťiou-čchüan byla vystřelena balistická střela středního doletu, která nesla jadernou hlavici. |

### 1967
| 17. června | V oblasti Lobnor byl úspěšně proveden první pokusný termojaderný výbuch. |
| 17. října  | ÚV KS Číny a Státní rada ČLR vyzvaly k útlumu Kulturní revoluce.         |

### 1968
|              | Teng Pchu-fang (syn Teng Siao-pchinga) byl Rudými gardami vyhozen z třetího patra Pekingské univerzity. Následkem toho se stal paraplegikem a zasvětil svůj život boji za práva osob s tělesným postižením. |
| 23. srpna    | Čou En-laj odsoudil vstup vojsk Varšavské smlouvy do Československa. |
| 22. prosince | Mao Ce-tung vyzval členy Rudých gard, aby odešli na venkov a šířili revoluci i v odlehlých částech země. Pravým cílem bylo zbavit města nepohodlného živlu.                                                 |

### 1969
| 2. března      | Čínsko-sovětský konflikt na řece Ussuri. |
| 1. – 24. dubna | V Pekingu se konal IX. sjezd KS Číny. Na sjezdu byl jmenován ministr národní obrany Lin Piaa jediným možným nástupcem Mao Ce-tunga.                                                |
| 11. září       | Předseda Rady ministrů SSSR Alexej Kosygin byl po pohřbu Ho Či Mina pozván do Pekingu. Dohodl se s Čou En-lajem na zastavení ozbrojeného konfliktu a obnovili jednání o hranicích. |
| 1. října       | Otevření první linky pekingského metra. |

## 70. léta

### 1970
| 20. ledna           | Obnovení rozhovorů mezi USA a ČLR na úrovni velvyslanců ve Varšavě. |
| 24. dubna           | Z kosmodromu Ťiou-čchüan byla na oběžnou dráhu vypuštěna první čínská umělá družice s názvem Východ je rudý (Tung Fang Chung 1).                                        |
| 23. srpna – 6. září | Na zasedání pléna ÚV KS Číny v Lu-šanu došlo k reorganizaci stranických a státních orgánů. Někteří nejradikálnější aktivisté Kulturní revoluce byli odstaveni z funkce. |
| 24. září            | Byla obnovena výuka na předních univerzitách. |

### 1971
| 9. – 11. července | Tajná návštěva Henryho Kissingera v Pekingu. Cílem bylo projednání podmínek normalizace vztahů mezi ČLR a USA.                                                                                             |
| 13. září          | Při útěku z ČLR zahynul ministr národní obrany a předpokládaný nástupce Mao Ce-tunga, maršál Lin Piao, během neobjasněné letecké katastrofy nad Mongolskem.                                                |
| 25. října         | Dvoutřetinová většina členských států poprvé hlasovala pro přijetí ČLR za člena OSN. Tím ČLR převzala práva a povinnosti Čínské republiky na Tchaj-wanu, jejíž představitelé museli téhož dne OSN opustit. |

### 1972
| 21. – 28. února | Návštěva amerického prezidenta Richarda Nixona v ČLR. Návštěva vyvrcholila vydáním společného Šanghajského komuniké. |
| 29. září        | Ministerští předsedové Japonska a ČLR podepsali komuniké o ukončení válečného stavu (oficiálně trval od roku 1941).  |

### 1973
| 11. – 18. září | Návštěva francouzského prezidenta Georgese Pompidou v ČLR. |

### 1974
| 19. ledna  | Vojenské střetnutí mezi námořnictvem ČLR a Jižního Vietnamu na Paracelských ostrovech, tzv. Bitva na Pracelských ostrovech. |
| 29. března | Poblíž Si-anu bylo objeveno pohřebiště prvního čínského císaře dynastie Čchin, Čchin Š’-chuang-tiho. Tento archeologický nález, jehož součástí je Terakotová armáda, je považován za jeden z největších archeologických nálezů 20. století. |

### 1975
| 13. – 17. ledna | Po deseti letech se sešlo Všečínské shromáždění lidových zástupců. Výsledkem bylo jmenování Čou En-laje předsedou vlády, rehabilitování Teng Siao-pchinga, potvrzení programu modernizace a přijetí druhé Ústavy ČLR. |
| 4. února        | V Liao-ningu došlo k silnému zemětřesení. Bylo to poprvé, co se podařilo úspěšně předpovědět zemětřesení, díky čemuž bylo evakuováno přes 1 000 000 lidí z ohrožené oblasti.                                          |
| 8. srpna        | V provincii Che-nan došlo k obrovské povodni, při které zahynulo na 26 000 lidí. |

### 1976
| 8. ledna     | Zemřel předseda vlády a ministr zahraničí Čou En-laj.                                                                                                |
| 5. dubna     | Na Náměstí Nebeského klidu se konala pieta za Čou En-laje, která odstartovala demonstraci vůči vládním orgánům. Demonstrace byla brutálně rozehnána. |
| 28. července | Zemětřesení v Tchang-šanu o síle 7,8 (některé zdroje uvádějí dokonce 8,2) stupně Richterovy škály. Počet obětí se uvádí mezi 240 000 až 655 000.     |
| 9. září      | Ve věku 82 let zemřel Mao Ce-tung. |
| 5. října     | Chua Kuo-feng se stal generálním tajemníkem KS Číny a předsedou Ústřední vojenské komise.                                                            |
| 6. října     | Zatčení členů tzv. Gangu čtyř. |

### 1977
| květen       | Založení Čínské akademie společenských věd. |
| 22. července | Rehabilitace Teng Siao-pchinga, který se následně vrátil do vrcholné politiky.                                                                                            |
| 21. srpna    | Konec XI. sjezdu KS Číny, na kterém bylo oficiálně prohlášeno, že Kulturní revoluce skončila zatčením Gangu čtyř.                                                         |
| říjen        | Poprvé po roce 1965 se konaly přijímací zkoušky na vysoké školy. Mezi přijatými studenty byl i známý čínský režisér Čang I-mou a současný předseda vlády Li Kche-čchiang. |

### 1978
| 12. srpna         | Ministr zahraničí Chuang Chua a Sunao Sonoda (japonský ministr zahraničí) podepsali mírovou smlouvu a smlouvu o desetileté spolupráci. |
| listopad–prosinec | V Pekingu a dalších městech se začaly objevovat tzv. Zdi demokracie, na které lidé vylepovali své publikace ve formě plakátů, aby tak protestovali proti politickým a sociálním problémům Číny. Řada lidí, kteří zde své publikace publikovali, byla zatčena. Nejznámějším z nich byl Wej Ťing-šeng. |
| 18.–22. prosince  | Konalo se třetí zasedání po XI. sjezdu KS Číny. Odstartovaly Teng Siao-pchingovi reformy – čtyři modernizace, ekonomická liberalizace a otevírání se světu. |

### 1979
| 1. ledna               | Otevření velvyslanectví USA v Pekingu a navázání diplomatických styků s USA.                                                |
| 17. února – 16. března | Čínsko-vietnamská válka. |
| 30. března             | Teng Siao-pching vyhlásil čtyři stěžejní principy.                                                                          |
| 1. července            | V platnost vstoupil trestní zákoník ČLR. Začátek kontroly porodnosti, zahrnující částečné zavedení politiky jednoho dítěte. |
| 26. srpna              | Založení Zvláštních ekonomických zón.                                                                                       |

## 80. léta

### 1980
| 14. ledna | Založení čínského patentového úřadu |

### 1982
|           | Schválení Pchin-jinu jakožto mezinárodně uznávaného standardu pro přepis moderní čínštiny do latinky. |
| 27. října | Počet obyvatel ČLR oficiálně přesáhl jednu miliardu.                                                  |
| prosinec  | Schválení čtvrté Ústavy ČLR.                                                                          |

### 1983
| říjen – prosinec | Kampaň proti duchovnímu znečištění. |

### 1984
| 19. prosince | Během návštěvy Margaret Thatcherové byla podepsána čínsko-britská deklarace o převodu Hongkongu pod správu ČLR. Vytvoření systému tzv. Jedna země, dva systémy. |

### 1986
|  | Studentské protesty za větší intelektuální svobody a za lepší podmínky na univerzitách. |

### 1987
| leden         | Chu Jao-pang byl sesazen z postu generálního tajemníka KS Číny a byl nahrazen Čao C'-jangem. Premiérem byl jmenován Li Pcheng. |
| 12. listopadu | V Pekingu byla otevřena první restaurace KFC.                                                                                  |

### 1988
| 19.–23. prosince | Návštěva Rádžíva Gándhího v Pekingu a normalizace čínsko-indických vztahů. |

### 1989
| 15. dubna      | Smrt Chu Jao–panga - počátek pekingských událostí.                                                       |
| 23. dubna      | Založení nezávislé Pekingské samosprávné studentské unie.                                                |
| 13. května     | Začátek studentské hladovky.                                                                             |
| 15.–18. května | Normalizace čínsko-sovětských vztahů během návštěvy Michaila Sergejeviče Gorbačova v Pekingu.            |
| 20. května     | Zavedení stanného práva.                                                                                 |
| 3.–4. června   | Masakr na náměstí Nebeského klidu. Násilné potlačení demonstrací vedlo k masakru civilního obyvatelstva. |
| 24. června     | Ťiang Ce-min byl jmenován generálním tajemníkem KS Číny.                                                 |

## 90. léta

### 1990
| 2. února     | Historicky první návštěva Československa tibetského duchovního vůdce, 14. dalajlámy Tändzina Gjamcchoa, který přijal pozvání od československého prezidenta Václava Havla. |
| 19. prosince | Zahájení činnosti Šanghajské burzy, která nefungovala od roku 1949. |

### 1991
| 16. května | Byla uzavřena Čínsko-sovětská hraniční smlouva, která vyřešila většinu územních sporů. |
|            | V Pekingu byla otevřena první restaurace McDonald's.                                   |

### 1992
| 23. – 24. října | První a zatím poslední návštěva japonského císaře Akihita. |

### 1993
| 27. – 29. dubna | Setkání představitelů ČLR a Čínské republiky na Tchaj-wanu v Singapuru, tzv. schůzka Wang-koo. |

### 1994
| 17. dubna   | Byla zahájena první profesionální sezóna nejvyšší čínské fotbalové ligy.                                                                      |
| 8. prosince | Požár divadla v Karamaj. Je považován za jeden z největších civilních požárů v dějinách ČLR. Během požáru zahynulo 325 lidí, včetně 288 dětí. |

### 1995
| 21. července | Třetí krize v Tchajwanské úžině Archivováno 5. 6. 2020 na Wayback Machine. |

### 1996
| 23. března | První přímé demokratické volby na Tchaj-wanu, vítězem se stal Li Teng-chuej. |

### 1997
| 19. února   | Zemřel Teng Siao-pching.                                                        |
| 1. července | Slavnostní předání Hongkongu pod svrchovanost ČLR.                              |
|             | Vytvoření Velkého čínského firewallu, jehož úkolem je cenzura internetu v Číně. |

### 1998
| 10. března    | Vznik ministerstva vědy a technologií.                                                                |
| červen – září | Rozsáhlé povodně na řece Jang-c’-ťiang, Non, Sungari a Perlové řece si vyžádaly 3 704 až 4 150 obětí. |

### 1999
| 7. května    | Bombardování čínského velvyslanectví v Bělehradě americkými bombardéry pod velením NATO (jednalo se o omyl). |
| 22. července | Zákaz náboženského hnutí Fa-lun-kung v Číně.                                                                 |
| 20. prosince | Macao bylo navráceno pod svrchovanost ČLR.                                                                   |

## 21. století

### 2000
|  | ČLR předstihla Japonsko jakožto zemi, s níž má USA největší záporné saldo obchodní bilance. |

### 2001
| 23. ledna     | Pět členů Fa-lun-kungu se neúspěšně pokusilo o sebeupálení na náměstí Nebeského klidu.                      |
| 1. dubna      | Incident na ostrově Chaj-nan. Jednalo se o srážku amerického výzvědného letounu a letadla námořnictva ČLOA. |
| 10. listopadu | ČLR vstoupila do WTO.                                                                                       |

### 2002
| 5. dubna      | Čínští vědci publikovali genom nejrozšířenější varianty rýže (Oryza sativa var. indica). |
| 15. listopadu | Chu Ťin-tchao byl zvolen generálním tajemníkem KS Číny.                                  |
| 16. listopadu | Vypuknutí epidemie SARS v Číně.                                                          |

### 2003
| 19. února     | Epidemie viru H5N1 v Hongkongu.                                                                            |
| 15. listopadu | Chu Ťin-tchao byl zvolen prezidentem ČLR.                                                                  |
| 15. října     | ČLR vypustila první pilotovanou kosmickou loď Šen-čou 5. Pilotem a jediným členem posádky byl Jang Li-wej. |

### 2004
| 14.–26. dubna | Václav Klaus jako první český prezident navštívil ČLR.                                                                |
| 19. září      | Ťiang Ce-min odstoupil ze své pozice předsedy předsedy Ústřední vojenské komise Čínské lidové republiky.              |
| 14. října     | Podpisem protokolu řešícího východní úsek čínsko-ruské hranice byla definitivně vytyčena čínsko-ruská státní hranice. |

### 2005
| 14. března    | Přijetí Zákona proti rozdělení státu jako reakce na tchajwanské snahy k vyhlášení nezávislosti.                                                                                          |
| 15. dubna     | Protijaponské demonstrace a bojkot japonského zboží a firem na celém území ČLR. Hlavním důvodem důvodem byly japonské učebnice popírající japonské zločiny z období druhé světové války. |
| 13. listopadu | Exploze v chemickém závodě v Ťi-linu. Exploze připravily o život šest lidí a donutily k evakuaci na 10 000 civilistů.                                                                    |

### 2006
| červen | ČLR překonala USA v produkci oxidu uhličitého a stala se jeho největším producentem. |

### 2007
| 7. května    | Skandál s čínskými otroky. Televizní stanice poprvé informovala o pohřešovaných dětech, unesených, aby pracovaly jako otroci v cihelnách v provincii Šan-si.      |
| 10. července | Čeng Siao-jü, bývalý šéf Národní správy bezpečnost potravin, byl popraven za korupci.                                                                             |
| 18. července | Bylo vydáno 5. nařízení státního úřadu pro náboženské záležitosti, které upravilo administrativní proces a státní souhlas reinkarnace lámů v tibetském buddhismu. |
| 24. října    | ČLR vypustila svou první měsíční družici Čchang-e 1. |

### 2008
| 25. ledna  | Silná sněhová bouře zasáhla čínské oblasti, ve kterých se sníh běžně nevyskytuje. Sněhová bouře si vyžádala i oběti na životech. |
| 14. března | Ve Lhase vypukly násilné nepokoje, které se posléze rozšířily po celém Tibetu.                                                   |
| 12. května | Zemětřesení v S’-čchuanu. |
| 8. srpna   | Byly zahájeny XXIX. letní olympijské hry v Pekingu.                                                                              |

### 2009
| 5. července | Začátek násilných nepokojů v Urumči mezi Ujgury a etnickými Číňany.                                                |
| 12. srpna   | ČLR se stala největším producentem domovního odpadu na světě. ČLR se stala největším automobilovým trhem na světě. |

### 2010
| 14. dubna | Zemětřesení v Jü-šu si vyžádalo téměř 3 000 obětí.                                                                           |
| 1. května | V Šanghaji začala světová výstava EXPO.                                                                                      |
| 15. srpna | Čínská ekonomika se stala druhou největší světovou ekonomikou po USA.                                                        |
| 8. října  | Liou Siao-po získal Nobelovu cenu míru.                                                                                      |
| 18. října | Si Ťing-pching se stal místopředsedou Ústřední vojenské komise (to předznamenalo jeho vzestup na nejvyšší mocenskou pozici). |

### 2011
| 11. ledna | První let čínského stíhacího letounu Čcheng-tu J-20.                                                  |
| 21. září  | Začátek tzv. Obležení Wu-kchanu. Jednalo se o protest zemědělců kvůli zkonfiskování půdy bez náhrady. |
| 29. září  | Vypuštění první čínské vesmírné stanice Tchien-kungu 1.                                               |

### 2012
| leden         | Počet obyvatel měst překonal počet obyvatel žijících na vesnicích.                                  |
| 4. července   | Přehradní nádrž Tři soutěsky vstoupila do provozu.                                                  |
| 19. srpna     | Bojkot japonského zboží a firem v rámci protijaponské demonstrace kvůli sporu o souostroví Senkaku. |
| 11. října     | Spisovatel Mo Jen získal Nobelovu cenu za literaturu.                                               |
| 15. listopadu | Si Ťin-pching byl zvolen generálním tajemníkem KS Číny.                                             |

### 2013
| 14. března   | Si Ťin-pching byl zvolen prezidentem Čínské lidové republiky.                                                     |
| 7. září      | Prezident Si Ťin-pching během své návštěvy v Kazachstánu poprvé veřejně formuloval myšlenku Nové hedvábné stezky. |
| 29. září     | Oficiální zahájení Šanghajské zóny volného obchodu.                                                               |
| 28. říjne    | Vozidlo najelo do davu na Náměstí Nebeského klidu. Tato událost byla označena za sebevražedný teroristický útok.  |
| 14. prosince | Lunární sonda Čchang-e 3 přistála na měsíci.                                                                      |

### 2014
| 1. března       | Na vlakovém nádraží v Kchun-mingu došlo k teroristickému útoku na civilní obyvatelstvo. Útok si vyžádal 35 obětí (včetně čtyř pachatelů) a 143 zraněných. Útok je připisován ujgurskému separatistickému hnutí. |
| září – prosinec | Hongkongské protesty proti kontrolovaným nominacím na nejvyššího hongkongského představitele, tzv. deštníková revoluce. Vůdčím představitelem protestů byl Joshua Wong.                                         |
| říjen           | ČLR se stala největší ekonomikou světa, překonala tak USA. |

### 2015
| 17. června   | Turbulence na čínském akciovém trhu.                                                                                        |
| 23. září     | První přímá linka Praha-Peking spravovaná leteckou společností Hainan Airlines.                                             |
| 5. října     | Tchu Jou-jou obdržela Nobelovu cenu za fyziologii a medicínu za objev artemisinu, látky určené pro léčbu malárie.           |
| 7. listopadu | První setkání nejvyšších představitelů ČLR Si Ťin-pchinga a Čínské republiky na Tchaj-wanu Ma Jing-ťioua od občanské války. |
| prosinec     | Čína založila Asijskou infrastrukturní investiční banku.                                                                    |

### 2016
| 28. března   | Prezident Si Ťin-pching navštívil Prahu. |
| 12. července | Mezinárodní soudní dvůr v Haagu rozhodl ve prospěch Filipín ve sporu o ekonomickém využívání území Jihočínského moře. ČLR i Čínská republika na Tchaj-wanu prohlásily rozsudek za neplatný. |
| 25. září     | Do provozu byl uveden největší radioteleskop na světě jménem FAST, který se nachází v provincii Kuej-čou.                                                                                   |

### 2017
| 26. dubna    | Spuštění první čínské letadlové lodě Šan-tung na vodu.                                     |
| 17. července | Zákaz Medvídka Pú v Číně kvůli tomu, že údajně vypadá jako čínský prezident Si Ťin-pching. |

### 2018
| 11. března | VSLZ schválilo ústavní změny, které mimo jiné odstraňují omezení trvání úřadu prezidenta. Tyto změny posilují status současného prezidenta Si Ťin-pchinga. |
| 13. dubna  | Zahájení prací na vytvoření přístavu volného obchodu na Chaj-nanu.                                                                                         |

### 2019
| 3. ledna | Lunární sonda Čchang-e 4 jako první v historii lidstva přistála na odvrácené straně měsíce. |
| prosinec | Začátek šíření onemocnění covid-19 z čínského města Wu-chan.                                |